# Штейнберг, Осей Наумович
Осе́й Нау́мович Ште́йнберг (в ранних источниках также Овсе́й Мена́химович, Овсе́й Ме́нделевич и Овсей Наумович; 1839 или 1830, Вильна — 21 марта 1908 или 11 [24] марта 1908, Вильна) — казённый раввин Вильны, инспектор Виленского еврейского учительского института, гебраист, экзегет, лексикограф древнееврейского языка и переводчик книг Танаха на русский язык. Почётный гражданин.

## Биография
О. Н. Штейнберг родился в Вильне в семье Менахима-Мендла Штейнберга. Окончил раввинское училище в Вильне. Был раввином в Белостоке и Вильне; старшим учителем древнееврейского и халдейского языков при Виленском раввинском училище. Позже — инспектор Виленского еврейского учительского института, общественный раввин Вильны. Штейнберг был сторонником Хаскалы в Российской империи, его проповеди на иврите вызывали интерес в местных кружках евреев-маскилим. Штейнберг по образцу работ Вильгельма Гезениуса составил грамматику древнееврейского языка (Вильна, 1871) и «Еврейский и халдейский этимологический словарь к книгам Ветхого Завета» (т. 1—2, Вильна, 1878—1881).

О. Н. Штейнберг перевёл на русский язык Тору (Вильна, 1899, 1901, 1902, 1903, 1912), Книгу Иисуса Навина (Вильна, 1902, 1914), Книгу Судей (Вильна, 1904, 1914), 1 и 2 книги Самуила (Вильна, 1904, 1913), и  Книгу пророка Исаии (Вильна, 1875, 1906, 1911). Для своих переводов и комментариев Штейнберг пользовался сопоставлением масоретского текста с другими переводами (Септуагинта, Вульгата, самаритянский, Таргум Онкелоса), а также объяснениями Талмуда, мидрашей и раввинской литературы, исследованиями современных для него ориенталистов и археологов. Переводы Штейнберга близки по языковой форме к русскому тексту Синодального перевода. Штейнберг принадлежал к евреям-талмудистам, по этой причине его перевод, значительно отличается от Синодального перевода особенно при изложении мессианских мест (например, Книга Бытия, главы 3, 15, 49, 10 и другие). В Электронной еврейской энциклопедии отмечается: 
Штейнберг — автор ряда литературных переводов еврейских поэтов. Успехом пользовался его перевод на немецкий язык поэмы М. И. Лебенсона «Ширей бат Цион» («Песни дочери Сиона»; 1859) и других произведений. Ревнитель чистоты языка, Осей Наумович Штейнберг писал на библейском иврите, отвергая его позднейшие изменения.

## Семья
Дети:
- От второго брака (1859) с Хаей Берковной (Евой Берловной) Лебенсон (Левинзон, 1832—1880) — дочери София (в замужестве Розенблюм, 1861—?); Феона Осеевна Пирожникова (1868—?), была замужем за издателем, пианистом и музыкальным педагогом, капельмейстером 108-го пехотного Саратовского полка Исааком Иосифовичем (Осиповичем) Пирожниковым[ивр.], 1858—1933), владельцем виленской «типографии И. И. Пирожникова», автором учебных пособий «Элементарный курс игры на английском концертино в 10 уроков» (для лиц знакомых уже с нотной грамотой, с приложением подробных наставлений как чинить инструмент в случае порчи; Вильна, 1895), «Нотная грамота для школ и самообучения» (Общедоступное изложение правил элементарной теории музыки, знание которых необходимо для понимания нотного письма с подробными пояснительными примерами, задачами для письменных работ и вопросами для экзамена; Вильна, 1896)[7].
- От третьего брака с Надеждой Васильевной Штейнберг (1854—1886) — композитор, дирижёр М. О. Штейнберг; востоковед-индолог, лексикограф и переводчик Н. О. Щупак (Nadine Stchoupak, 1886—1941), была замужем за деятелем Бунда, меньшевиком Самуилом Давыдовичем Щупаком (псевдоним Владимиров; 1880, Таганрог — 1944, Освенцим).
- От четвёртого брака с Рохой Самуиловной Штейнберг у него был сын Владимир (1892—1897).
- От пятого брака с Розой Григорьевной Штейнберг — дочь Елизавета Осеевна Штейнберг (1899—?), выпускница Ленинградской консерватории 1924 года.

Внуки:
- Д. М. Штейнберг, энтомолог; С. М. Штейнберг (1911—1960), художник; Надежда Максимилиановна Штейнберг (1914—1987), филолог.

## Труды
- Полный курс еврейской грамматики, для систематического изучения языка Ветхого завета, его истории, этимологии и синтаксиса / Сост. по новейшим исслед. О. Н. Штейнберг, старший учитель евр. и халд. яз. при Виленском Раввинском училище. - Вильна : тип. М.Р. Ромм, 1871. - X, 220 с Архивная копия от 13 января 2017 на Wayback Machine
- Учебник халдейского языка Ветхого Завета и его толкователей с разбором образцовых мест : Впервые на рус. яз. / Сост. О. Н. Штейнберг, ст. учитель евр. и халд. яз. при Вилен. Рав. уч-ще. - Вильна : тип. М.Р. Ромма, 1872. - VI, 52 с.; 22.
- Мир и Жизнь. Афоризмы лучших всемирных мыслителей избранные и переведенные О. Н. Штейнбергом. - Вильна : тип. А.Г. Сыркина, 1891. - VIII, 412 с.; 22.
- Полный русско-еврейский словарь, составленный по лучшим источникам О. Н. Штейнбергом, инспектором Еврейского учительского ин-та : Ч. 1-2. - Вильна : тип. Л. Л. Маца, 1880-1881. - 2 т.; 23. - (Словарь древне-еврейского и русского языков).]
- Еврейский и халдейский этимологический словарь к книгам Ветхого завета / Сост. инспектор Вилен. учит. ин-та О. Н. Штейнберг. Т. 1-3. - Вильна : тип. Л.Л. Маца, 1878-1881. - 3 т.; 23. Архивная копия от 13 января 2017 на Wayback Machine,Т. 1
- Органическая жизнь языка [Текст] / Статья О. Н. Штейнберга. - [Б. м.] : [б. и.], [19--]. - 1 бр.; 24 см
- Полный библейский энциклопедический лексикон с переводом русским и немецким / Штейнберг О.Н.• 1896 год • 939 страниц
- Полный русско-древнееврейско-немецкий словарь / Штейнберг О. Н. • 1902 год • 660 страниц
- Книга Иегошуа с дословным русским переводом / Штейнберг О.Н. 1902 год • 89 страниц Архивная копия от 2 декабря 2016 на Wayback Machine
- Практические уроки древнееврейского языка для школы и самообучения, с статьями для разбора и перевода / Сост. О.Н. Штейнберг, инспектор Вилен. евр. учит. ин-та. - Вильна : тип. вдовы и бр. Ромм, 1889. - 108 с.; 20.
- Пятикнижие Моисеево. Вильна, 1899 Архивная копия от 2 декабря 2016 на Wayback Machine